# Francesco Scardina
Francesco Scardina Scala (Torino, 11 dicembre 1981) è un ex calciatore italiano, di ruolo difensore. Attualmente lavora come allenatore nell'accademia giovanile del RCD Espanyol di Barcellona e impartendo lezioni di tecnica individuale.

## Biografia
Scardina è nato a Torino da genitori palermitani e cresciuto a Pasta, una piccola frazione del comune di Rivalta di Torino.
I suoi miti calcistici sono Paolo Montero e Carles Puyol.
Nel 2013 ha conseguito la Licenza UEFA B, ricevendo l'abilitazione per allenare qualsiasi squadra dilettante o selezione giovanile.

## Caratteristiche tecniche
Centrale difensivo, occasionalmente adattato al ruolo di laterale, aveva buone qualità sia dal punto di vista tecnico (bravo nell'anticipo, nella marcatura, nel posizionamento) sia sul piano personale come leader di spogliatoio, diventando capitano nelle stagioni a Cittadella e Huesca.

## Carriera

### Club
Comincia la sua carriera nelle giovanili della Juventus sotto la guida di Gian Piero Gasperini, venendo convocato per la prima volta da Marcello Lippi all'età di 16 anni per le partite di Coppa Italia contro il Venezia, senza però esordire.
Nel mercato di riparazione della stagione 2001-2002 viene in mandato in prestito al Cesena militante in Serie C1, ma dopo 6 presenze dalla panchina viene richiamato dalla Juventus e aggregato alla prima squadra, venendo convocato per alcune partite di Champions League e Serie A.
L'anno successivo va a giocare inizialmente nel campionato greco con un prestito al PAOK dove gioca alcune partite della coppa nazionale (vinta in quella stagione proprio dalla squadra di Salonicco), per poi tornare in Italia a gennaio in prestito e disputare il finale di stagione in Serie C1 da titolare con la maglia de L'Aquila Calcio, che in quella stagione si classificò penultima ma vinse poi i Play-out contro il Paternò. Sul finire della stagione venne schierato dall'allenatore Gentilini anche come terzino, sia sinistro (suo lato naturale) che destro, vista la sua buona duttilità.
Nella stagione 2003-2004 viene acquistato in comproprietà dal Crotone che in quella stagione è allenato proprio dal suo allenatore nelle giovanili della Juventus Gasperini, e partecipa al campionato di Serie C1 in cui può giocare regolarmente titolare (34 incontri, 1 assist e 1 gol contro il Teramo) e conquistare la promozione in Serie B. In Calabria resta per un'altra stagione e mezza disputando altre 31 partite, per poi passare nel gennaio 2006 in comproprietà al Vicenza di Camolese. Con la squadra veneta inizialmente fatica a trovare spazio, terminando però la stagione da titolare anche a causa dei numerosi infortuni dei compagni del reparto arretrato e scendendo in campo in 12 occasioni. La sua seconda stagione in biancorosso è minata da alcuni infortuni, tuttavia scende in campo in 23 partite quasi sempre da titolare. La terza stagione tra i berici lo vede in campo per 37 partite confermandosi anche in zona gol con 3 reti in campionato (tra cui una doppietta con gol del pareggio allo scadere contro la sua ex-squadra Cesena) e 1 in Coppa Italia contro il Messina.
Svincolato, nell'estate 2008 viene ingaggiato dal ChievoVerona che disputa in quella stagione la Serie A. Con Giuseppe Iachini al comando si guadagna un posto da titolare fino alla partita con la Fiorentina, dove però si fa espellere dopo un contrasto in scivolata su Franco Semioli. Nel frattempo la squadra cambia guida tecnica (fino a quel momento il Chievo aveva guadagnato solo 6 punti in dieci partite) ed il nuovo allenatore Domenico Di Carlo preferisce puntare in difesa su giocatori con maggiore prestanza fisica, con il giocatore che dopo due stagioni e 16 presenze (più un gol sfiorato contro l'Inter del Triplete, rete che verrà però refertata come autogol di Thiago Motta) preferirà non rinnovare il contratto in scadenza.
Nella stagione successiva si trasferisce a parametro zero al Cittadella, squadra militante nella serie cadetta. Dopo una prima parte di stagione da titolare, a novembre si infortuna al polpaccio saltando alcune gare, poi a gennaio ha un risentimento al ginocchio nel riscaldamento prima del match con il Torino, dove però viene schierato regolarmente per tutti i novanta minuti da Foscarini. Dopo una pausa di tre settimane viene schierato in maniera altalenante fino a decidere insieme alla società la via dell'operazione chirurgica, chiudendo la stagione con 21 presenze all'attivo ed 1 gol. Nella stagione successiva, ripresosi dall'infortunio al ginocchio, dopo una buona seconda parte di stagione e 21 presenze all'attivo va in scadenza di contratto.
Il 10 settembre 2012 passa alla Nocerina. Con i "molossi" termina la stagione con 13 presenze all'attivo giocando titolare le partite della semifinale playoff, in cui però dopo la parità scaturita nei due match fu il Latina ad essere promosso nella serie cadetta per il miglior piazzamento in classifica generale.
A fine stagione rimane svincolato e parte per il Centro Tecnico Federale Luigi Ridolfi di Coverciano per il ritiro dei calciatori italiani svincolati sotto l'egida dell'Associazione Italiana Calciatori.. In quel periodo supera il corso organizzato dalla stessa AIC e dalla FIGC ottenendo la Licenza UEFA B.
Il 31 agosto 2013 viene ingaggiato per la stagione in corso dall'Huesca, squadra militante in Segunda División B. Con il club aragonese disputa 2 eccellenti stagioni, culminate con la presenza al Camp Nou in Coppa del Re come capitano contro il Barcellona di Iniesta, Pedro e Mascherano e la promozione in Liga Adelante, arrivando primo nel gruppo 2 e vincendo i play-off.
Nel luglio 2015, in seguito ad un cambio di dirigenza nell'Huesca, decide di rescindere il contratto. Il 9 settembre dello stesso anno, tramite un comunicato sui social, annuncia il suo ritiro dal calcio giocato.
Nel 2016 inizia a lavorare come allenatore di tecnica individuale in Spagna.

### Nazionale
Ha disputato 9 gare con la Nazionale Under-18, esordendo nella selezione di Francesco Rocca il 10 maggio 2000 contro la Repubblica Ceca come sostituto di Giuseppe Sculli.

## Palmarès

### Giocatore

#### Club

##### Competizioni nazionali
- Coppa di Grecia: 1

PAOK: 2002-2003
- Serie C1: 1

Crotone: 2003-2004
- Segunda División B: 1

Huesca: 2014-2015

##### Altri piazzamenti
Secondo posto
- Campionato Nazionale Under-15:

Juventus: 1995-1996
Quarto posto
- Lega Pro Prima Divisione:

Nocerina: 2012-2013. Latina qualificato per il miglior piazzamento in classifica generale.